# Sam Palladio
Sam Christian Palladio Scott (nascido em 21 de novembro de 1986) é um ator e músico britânico. Foi criado por seus pais artistas em Cornwall, Inglaterra. 
Estudou musicalidade do ator na Rose Bruford College em Sidcup, Kent, se graduando em 2008. Foi vocalista de uma banda chamada Salt Water Thief.

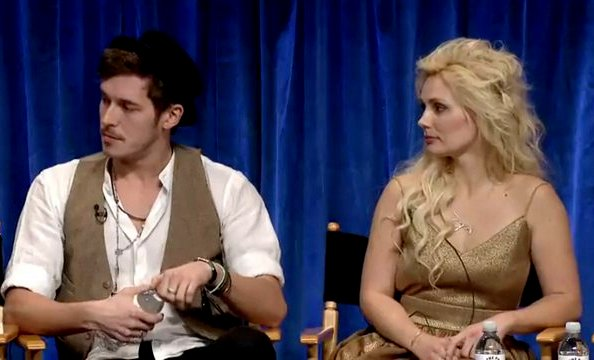
Sam Palladio com Clare Bowen na PaleyFest 2013.

Ele atualmente estrela como Gunnar Scott na série de drama musical da ABC, Nashville, em Humans, da Channel 4 como Ed, e tem um papel recorrente em Episodes.. Palladio também estrelou em Little Crackers, Doctors, The Hour e Cardinal Burns. Seus créditos no cinema incluem 7 Lives e Runner Runner.
Teve um relacionamento com a atriz Chloe Bennet de 2012 à 2013, e namora a também cantora Cassadee Pope desde março de 2018.

## Filmografia
- Little Crackers como Joe Strummer (1 episódio, 2010)
- DoctorsDoctors como Jamie Laker (1 episódio, 2011)
- The Hour como Rockabilly (2 episódios, 2011)
- 7 Lives como Calvin (2011)
- Cardinal Burns (1 episódio, 2012)
- Walking and Talking como Fred the Ted (1 episódio, 2012)
- Episodes como Stoke (7 episódios, 2012-2014)
- Nashville como Gunnar Scott (2012-presente)
- Runner Runner como Shecky (2013)
- Strange Magic como Roland (voz) (2015)
- Humans como Ed (2016-presente)[5]
- A Princesa e a Plebeia como Príncipe Edward (2018)
- A Princesa e a Plebeia: Nova Aventura como Príncipe Edward (2020)
- A Princesa e a Plebeia: As Vilãs Também Amam como Príncipe Edward (2021)